# بروس مكدونالد
بروس مكدونالد (بالإنجليزية: Bruce McDonald)‏ هو سياسي أسترالي، ولد في 26 مايو 1935 في أستراليا. حزبياً، نشط في الحزب الليبرالي الأسترالي. وقد انتخب عضو الجمعية التشريعية نيو ساوث ويلز.